# Rio Tuzla
O rio Tuzla (em turco: Tuzla su/çayı[a]), Terjane (Tercan su), Derzane (em armênio: Դերջան; romaniz.: Derǰan), Derzana (Դերջանա, Derǰana), Mananali (Մանանաղի, Mananałi) é um rio da província de Erzurum, na Turquia. É um dos tributários esquerdos do Eufrates. Começa nas encostas orientais das montanhas Palandoquene, a uma altitude de 3 100 metros. Se junta ao Eufrates em Terjane. Tem 87 quilômetros de comprimento e é alimentado por água de degelo e o período chuvoso (maio a julho). Irriga as terras da planície de Derzena.